# 汉阳县
汉阳县，中国旧县名。大致是今天湖北省武汉市的汉阳区和蔡甸区等地。

## 历史沿革
- 西汉时属沙羡县地。东汉末年在鲁山（今龟山）北筑却月城。三国时吴于鲁山西南筑鲁山城，为江夏郡治。
- 隋初为汉津县，大业二年(606年)，因汉津县位于汉水北岸，依“山北为阴，水北为阳”的旧例，改名为汉阳县。
- 唐武德四年（621年），在凤栖山南筑汉阳城。同年，析置汊川县，以两县新置沔州。天下州改郡时，曾属于汉阳郡。其后，沔州多次废置，终属鄂州[1]。
- 五代周为汉阳军治，元、明、清为汉阳府治。1927年，汉阳縣的城区劃出歸武汉特别市。1929年汉阳城区属漢口市。1930年汉阳城区劃回汉阳县[2]，后几经变动。
- 1949年5月15日，中华民国華中軍政長官公署司令長官白崇禧乘飛機離开武漢。16日，中國人民解放軍進入漢口市區；次日，中國人民解放軍分別進入武昌市區和漢陽縣。至此，武漢三鎮均由解放軍接管。22日，武漢市軍事管制委員會成立。24日，武漢市人民政府成立，依照中国人民革命军事委员会及中原临时人民政府电令以汉口市、武昌市及汉阳县城区为武汉市辖区[3]；次日，中國共產黨武漢市委員會成立。
- 1950年8月26日，漢陽縣县政府从原汉阳城区显正街迁至蔡甸。此時汉阳县属沔阳专区。1951年，改属孝感专区。1952年，武汉市设立汉阳区。
- 1960年，孝感专区撤销，归属武汉市。1961年，恢复孝感专区，仍隶之。1975年，再度划入武汉市。
- 1992年9月12日，撤销汉阳县，设立武汉市蔡甸区。